# La Varde
Pour les articles homonymes, voir Varde (homonymie).
La Varde est un dolmen situé au lieu-dit de L'Ancresse, dans la paroisse du Clos du Valle, sur l'île Anglo-Normande de Guernesey.

## Description
Le dolmen fut découvert en 1811 lors d'exercices militaires. Il est enfoui sous un tumulus situé sur une butte dominant la mer à 14 m d'altitude.
C'est un dolmen du type dolmen à couloir en forme de V. Il mesure 10 m de long pour 3,60 m au plus large. La hauteur sous plafond atteint un maximum de 2,10 m de haut. Il ouvre à l'est. La taille des six tables de couverture diminue d'ouest en l'est. Initialement, il existait une septième table de couverture. Le poids des dalles est estimé entre 10 t et 25 t.
Lors des fouilles, des tessons de céramique, des restes d'ossements humains incinérés et une plaque en bronze ont été découverts.  Le site fut occupé au Néolithique. 